# Claudia Rossbacher
Claudia Rossbacher (* 6. Februar 1966 in Wien) ist eine österreichische Schriftstellerin.

## Leben und Wirken
Rossbacher verbrachte einzelne Lebensabschnitte u. a. in Jakarta und von 1977 bis 1979 in Teheran. Nach dem Tourismusmanagementstudium wurde sie zunächst Model in Europa und Japan, später Texterin und Kreativdirektorin internationaler Werbeagenturen.
Seit 2006 ist sie in Wien und der Steiermark schriftstellerisch tätig und veröffentlichte mehrere Kriminalromane und Kurzgeschichten. Ihr erster Alpen-Krimi Steirerblut um die Polizistin Sandra Mohr und ihren Vorgesetzten Sascha Bergmann wurde als Steirerblut 2012 unter der Regie von Wolfgang Murnberger verfilmt, der auch die Fortsetzungen Steirerkind (2018) und Steirerkreuz (2019) sowie die von ihm und seiner Frau Maria Murnberger auf Basis der Figuren Rossbachers geschriebenen Steirerwut (2019), Steirertod (2021), Steirergeld (2022) und weitere Steirerkrimis drehte. Ebenfalls verfilmt wurden ihre Romane Steirerrausch (2020), Steirerstern (2022) und Steirerwahn (2024). Sie ist Mitglied der Schriftstellervereinigungen IG Autorinnen Autoren und Syndikat. Gemeinsam mit ihrem Mann Hannes Rossbacher, mit dem sie seit 1994 verheiratet ist, veröffentlichte sie einen Reiseführer über die Steiermark.

## Werke (Auswahl)

### Steirerkrimi-Serie: Kriminalromane mit Sandra Mohr und Sascha Bergmann
- Steirerblut: Alpen-Krimi. Gmeiner-Verlag, Meßkirch 2011, ISBN 978-3-8392-1136-6.
- Steirerherz: Sandra Mohrs zweiter Fall. Gmeiner-Verlag, Meßkirch 2012, ISBN 978-3-8392-1243-1.
- Steirerkind: Sandra Mohrs dritter Fall. Gmeiner-Verlag, Meßkirch 2013, ISBN 978-3-8392-1396-4.
- Steirerkreuz: Sandra Mohrs vierter Fall. Gmeiner-Verlag, Meßkirch 2014, ISBN 978-3-8392-1536-4.
- Steirerland: Sandra Mohrs fünfter Fall. Gmeiner-Verlag, Meßkirch 2015, ISBN 978-3-8392-1683-5.
- Steirernacht: Sandra Mohrs sechster Fall. Gmeiner-Verlag, Meßkirch 2016, ISBN 978-3-8392-1926-3.
- Steirerpakt: Sandra Mohrs siebter Fall. Gmeiner-Verlag, Meßkirch 2017, ISBN 978-3-8392-2264-5.
- Steirerquell: Sandra Mohrs achter Fall. Gmeiner-Verlag, Meßkirch 2018, ISBN 978-3-8392-2265-2.
- Steirerrausch: Sandra Mohrs neunter Fall. Gmeiner-Verlag, Meßkirch 2019, ISBN 978-3-8392-2414-4.
- Steirerstern: Sandra Mohrs zehnter Fall. Gmeiner-Verlag, Meßkirch 2020, ISBN 978-3-8392-2593-6.
- Steirertanz: Sandra Mohrs elfter Fall. Gmeiner-Verlag, Meßkirch 2021, ISBN 978-3-8392-2861-6.
- Steirerwahn: Sandra Mohrs zwölfter Fall. Gmeiner-Verlag, Meßkirch 2022, ISBN 978-3-8392-0198-5.
- Steirerwald: Sandra Mohrs dreizehnter Fall. Gmeiner-Verlag, Meßkirch 2023, ISBN 978-3-8392-0511-2.
- Steirerzorn: Sandra Mohrs vierzehnter Fall. Gmeiner-Verlag, Meßkirch 2024, ISBN 978-3-8392-0733-8.

### Weitere Bücher
- GenussSpur Steiermark. Gmeiner-Verlag, Meßkirch 2019, ISBN 978-3-8392-2517-2. (gemeinsam mit Sabine Flieser-Just)
- Hillarys Blut. Gmeiner-Verlag,, Meßkirch 2019, ISBN 978-3-8392-2516-5.
- Drehschluss. Gmeiner-Verlag, Meßkirch 2021, ISBN 978-3-8392-2709-1.
- Lieblingsplätze in der Steiermark. Gmeiner-Verlag, Meßkirch 2023, ISBN 978-3-8392-0387-3. (gemeinsam mit Hannes Rossbacher)

### Hörbücher
- Steirerblut, Ein Alpen-Krimi. Gelesen von der Autorin, Mono Verlag, Wien, 2012. ISBN 978-3-902727-37-4
- Steirerkreuz, Sandra Mohrs vierter Fall. Gelesen von der Autorin, Mono Verlag, Wien, 2013. ISBN 978-3-902727-46-6
- Steirerland, Gelesen von der Autorin, Mono Verlag, Wien, 2015. ISBN 978-3-903020-05-4.
- Steirerrausch, Gelesen von Daniela Kiefer, Gmeiner-Verlag, 2019.
- Steirerwahn, gelesen von der Autorin, Audiamo, 2022, ISBN 978-3-903178-51-9.

## Auszeichnungen
- 2014: Buchliebling Kategorie Krimi[3]
- 2019: Bacchuspreis[4].[5]
- 2022: Fine Crime Award[6]
- 2023: Goldenes Ehrenzeichen des Landes Steiermark[7]
- 2023: Platinbuch des Hauptverbandes des Österreichischen Buchhandels (HVB) für mehr als 25.000 verkaufte Exemplare von Steirerblut[8]
- 2023: Josef-Krainer-Heimatpreis[9]